# Richterbriefe
In het Derde Rijk waren de zogenaamde Richterbriefe een publicatieorgaan van het Rijksministerie van Justitie voor de ideologische instrumentalisering van de rechtspraak in het belang van de partij en de staat.

## Toe-eigening van justitie
Als totalitair regime wilde het nationaalsocialisme zelfs het juridische leven in Duitsland onderwerpen aan zijn fascistische en militaristische ideologie. In overeenstemming met zijn revolutionaire zelfbeeld heeft het naziregime ook de rechtspraak systematisch en radicaal getransformeerd in overeenstemming met het Führerprinzip.
Reeds het Gesetz zur Behebung der Not von Volk und Reich (machtigingswet) van 24 maart 1933 had de Rijksregering in staat gesteld om decreten uit te vaardigen met een inhoud die afwijkt van de grondwet.
Paragraaf  1 van de Wet op de justitiële grondwet (GVG) - de versie daarvan was al sinds 1877 van kracht - bleef niettemin ongewijzigd. Volgens haar bleven de rechters "onafhankelijk en alleen onderworpen aan de wet".
Volgens de nationaalsocialistische rechts- en staatsvisie, die vanaf 1933 in talloze soortgelijke publicaties werd gepropageerd, bijvoorbeeld die van Carl Schmitt, Otto Koellreutter, Georg Dahm, Ernst Forsthoff, Roland Freisler, Hans Frank of Karl Larenz, waren de nazi-rechters "uitvoerders van de wil van de Führer", aangezien "recht" vanaf 1933 synoniem was met de politieke wil van de staatsleiding, dat wil zeggen die van Adolf Hitler. De rechters waren nu vooral "onafhankelijk" van het strikte rechtspositivisme dat in de Weimarrepubliek niet algemeen werd erkend. Dit gaf de rechters een zekere speelruimte bij de toepassing van de wet en een zeer gewenste toename van de macht. Onopgeloste rechtsbegrippen en hun onbegrensde interpretatie alsmede een verplichting onder ede aan de Weimarrepubliek-Grondwet, maar eerder een plicht tot gehoorzaamheid aan Adolf Hitler als "hoogste rechterlijke instantie" en het "gezonde publieke gevoel" dat door hem belichaamd wordt, vertaalde de nazi-ideologie naar alle bestaande rechtsgebieden en gerechtelijke procedures.
De nieuwe nationaalsocialistische wetgeving werd voorafgegaan door zogenaamde "leidende beginselen" die de ideologische doelstellingen van de afzonderlijke verordeningen verduidelijken en die het voor de rechtbanken gemakkelijker moeten maken om bij de toepassing van de wet politiek conforme beslissingen te nemen.
De nazikrant Der Stürmer manipuleerde de publieke opinie en agiteerde tegen vonnissen en schreven scherp over rechters die niet genoeg als "nationaalsocialistisch" werden beschouwd.
Door de professionele dwangorganisatie van alle advocaten van de NS Rechtswahrerbund (advocatenvakbond) en de concentratie van de juridische "wetenschap" in de partijgeoriënteerde Academie voor Duits Recht zou de gehele rechtsbedeling aan de totale machtsaanspraak van de NSDAP worden onderworpen.
In zijn memoires beschreef de advocaat Sebastian Haffner de politieke toe-eigening van de toenmalige studenten. De artikelen 47 en 48 van het Reglement voor de gerechtelijke opleiding van 22 juli 1934 voorzagen niet alleen in een beroepsopleiding maar ook in ideologische indoctrinatie in de werkgroep van een overtuigde nationaalsocialistische en paramilitaire school in een "gemeenschapskamp" van twee maanden.
Deze en andere maatregelen, die vanwege het verloop van de oorlog niet meer werden uitgevoerd, hadden op de lange termijn een politiek betrouwbaar, "instinctief korps van rechters" moeten opleveren voor de "onvoorwaardelijke" handhaving van het nationaalsocialistische wereldbeeld en een nationale gemeenschapsorde.

## Aanstellen van Rechters
De wet op het herstel van de beroepsmatige ambtenarij van 7 april 1933 had de persoonlijke onafhankelijkheid van de rechters afgeschaft en stelde de rechtsbedeling in staat om rechters die niet alleen "raciaal" maar ook politiek ongewenst waren, zonder meer met pensioen te laten gaan. Bovendien was op 1 januari 1935, als gevolg van de zogenaamde "Verreichlichung der Justiz" (ontbinding van de Duitse deelstaten en de deelstaatministeries van Justitie), het Reichsministerium für Justiz in Berlijn het enige administratieve orgaan geworden voor de gehele Duitse rechterlijke macht. Door inspraak te hebben in de benoeming en bevordering van rechters en in de toewijzing van verantwoordelijkheden bij de rechtbanken, kon het ministerie de meer dan 14.000 rechters bij de 2.500 lokale, regionale en hogere regionale rechtbanken centraal aansturen en disciplineren.

## Richterbriefe
In 1942 introduceerde Curt Rothenberger, staatssecretaris van het Rijksministerie van Justitie, de zogenaamde Vor-und Nachschauen (intern: "stuurconferenties"), waarbij de erkennende rechtbank de uitspraken vooraf moest bespreken met het gerechtspresidium en vertegenwoordigers van de vervolgende autoriteiten, die trouw waren aan de lijn, en deze daar achteraf moest verantwoorden. Een voorbeeld hiervan is te vinden in de strafzaak tegen Walerian Wróbel voor de Bijzondere Rechtbank van Bremen.
Op grond van het decreet van de Führer inzake de bijzondere bevoegdheden van de rijksminister van Justitie van 20 augustus 1942 om een nationaalsocialistische rechtspraak in te stellen en - ook in afwijking van het bestaande recht - daartoe alle noodzakelijke maatregelen te nemen, verscheen kort na de ambtsaanvaarding van de rijksminister van Justitie en NSDAP-lid Otto Georg Thierack als opvolger van de in 1941 overleden Franz Gürtner vanaf 1 januari 1942, naast het officiële orgaan van het rijksministerie van Justitie, de "Deutsche Justiz" (DJ). Oktober 1942, de vertrouwelijke nieuwsbrief "RICHTERBRIEFE - Mitteilungen des Reichsministers der Justiz". Naast de bespreking van de arresten bevatte het verklaringen van de minister over de interpretatie en toepassing van individuele wetten volgens nationaalsocialistische inzichten. Het was bedoeld om een algemene invloed te hebben op de politieke houding van de rechters en ook om invloed uit te oefenen op het wijzen van een oordeel in individuele gevallen. De "Richterbriefe" heeft de objectieve onafhankelijkheid van de rechters (vrijheid van instructies) effectief afgeschaft.
Thierack zelf gaf aanvankelijk eufemistisch commentaar op de "Richterbriefe" en schreef dat hij de rechter niet kon opdragen een bepaald juridisch standpunt in te nemen, maar hem alleen kon overtuigen van de manier waarop een rechter de nationale gemeenschap moet helpen.
In het voorwoord van de brief van de eerste rechter schrijft hij:
"Volgens de oude Germaanse opvatting van de wet was de leider van het volk altijd zijn hoogste rechter. Als de leider dan het ambt van rechter aan een ander toevertrouwt, betekent dit dat deze laatste niet alleen zijn gerechtelijk gezag aan de leider ontleent en aan hem verantwoording schuldig is, maar dat leiding en oordeel met elkaar in verband staan. De rechter is dan ook de 'drager van het nationale zelfbehoud'. Hij is de beschermer van de waarden van een volk en de vernietiger van het onwaardige. Hij is de rentmeester van de levensprocessen die ziekten zijn in het leven van het lichaam van de mensen. Een sterke rechterlijke macht is onmisbaar voor het behoud van een echte nationale gemeenschap. [...] De opvatting over de taak van de rechter, zoals hierboven geschetst, is reeds breed geaccepteerd onder de Duitse rechters. Maar de praktische effecten ervan op de rechtsbedeling zijn nog niet volledig gerealiseerd. De brieven van de rechters zijn bedoeld [...] om een idee te geven van hoe de rechterlijke macht denkt over de toepassing van het nationaalsocialistische recht en zo de rechter de interne veiligheid en de vrijheid te geven om de juiste beslissing te nemen."
De in totaal 21 "Richterbriefe" werden gepubliceerd met een oplage van ongeveer 11.000 exemplaren en hadden betrekking op verschillende rechtsgebieden, maar vooral op het strafrecht. Naast de rechters en officieren van justitie, aan wie de brieven van de rechter door het hoofd van de autoriteiten tegen ontvangstbewijs werden uitgereikt, werden ze ook gericht aan autoriteiten die ondergeschikt zijn aan het Rijksministerie van Justitie, andere Rijksministeries en partijkaderleden.